# Gaëtan Jor
Gaëtan Jor, né le 20 novembre 1923 à Paris où il est mort le 30 novembre 1991, est un acteur français.

## Biographie
Son nom d'artiste est l'anagramme de son patronyme, Jean Rogat.

## Filmographie

### Cinéma
- 1945 : Peloton d'exécution
- 1946 : Mission spéciale
- 1947 : Brigade criminelle : Un inspecteur de police
- 1947 : Un flic
- 1948 : Le Diamant de cent sous : Un inspecteur
- 1958 : Madame et son auto : Laffont
- 1983 : Le Voleur de feuilles : Petit Louis

### Télévision

#### Séries télévisées
- 1967 : En votre âme et conscience, épisode : Le Cas d'Hélène Jegado de  Pierre Nivollet
- 1969-1972 : Au théâtre ce soir : L'homme / L'économe / Le petit vieux
- 1973 : Chronique villageoise : Antoine
- 1973 : Les Nouvelles Aventures de Vidocq, épisode "Les Assassins de l'Empereur" de Marcel Bluwal
- 1976 : Les Enquêtes du commissaire Maigret (série télévisée) épisode Maigret a peur de Jean Kerchbron : L'inspecteur Chabiron
- 1977 : Allez la rafale! : Sauveur Bonnegarde
- 1977 : Cinq à sec : Jobert
- 1979 :  Désiré Lafarge  épisode : Désiré Lafarge et le Hollandais de Jean Pignol
- 1979 : Médecins de nuit de Bruno Gantillon, épisode : Légitime Défense (série télévisée) : Le père de Maurice
- 1980 : La Fin du Marquisat d'Aurel : Le curé
- 1983 : Les Amours romantiques
- 1985 : Les Amours des années 50

#### Téléfilms
- 1960 : Liberty Bar, téléfilm français de Jean-Marie Coldefy : Boutigues
- 1967 : L'Affaire Lourdes : Le docteur Donous
- 1969 : Le Mas Théotime : Le notaire
- 1972 : Talleyrand ou Le sphinx incompris : Docteur Gruveihier
- 1973 : Avec son compère le brochet : Le contre jeteux
- 1974 : Drôle de graine : Le cordonnier
- 1978 : 1788 de Maurice Failevic : le curé
- 1985 : La politique est un métier
- 1991 : Papy super star : Lucien